# Enrico De Nicola

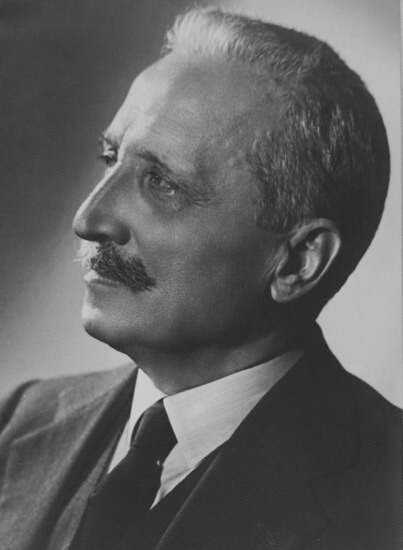
Enrico De Nicola

Enrico De Nicola (* 9. November 1877 in Neapel; † 1. Oktober 1959 in Torre del Greco) war ein italienischer Jurist, Journalist und Politiker (PLI).

## Leben
Nach seinem Schulabschluss am Liceo classico Antonio Genovesi studierte De Nicola Jura an der Università degli Studi di Napoli Federico II, die er 1896 mit der laurea in giurisprudenza verließ.
Der Rechtsanwalt De Nicola wurde 1909 erstmals als Abgeordneter ins Parlament gewählt. Unter den Ministerpräsidenten Giovanni Giolitti und Vittorio Emanuele Orlando wurde er zum Unterstaatssekretär für Kolonien bzw. Schatz. Von Juni 1920 bis Dezember 1923 war er Präsident der italienischen Abgeordnetenkammer. Ende Oktober 1922 saß er der Kammer vor, als der neuernannte Ministerpräsident Benito Mussolini drohte, „dieses taube, graue Haus“ zum „Biwak“ für die faschistischen Legionen zu machen. Von König Viktor Emanuel III. wurde er 1929 zum Senator ernannt.
Nach dem Sturz Mussolinis erfand er eine Kompromisslösung, um den mittlerweile diskreditierten König in seinen wichtigsten Funktionen ersetzen zu können, ohne ihn zur Abdankung zu zwingen; Kronprinz Umberto wurde zum Statthalter über das Königreich.
De Nicola wurde nach dem Ende des Faschismus Mitglied des Partito Liberale Italiano und war vom 28. Juni 1946 bis zum 1. Januar 1948 provisorisches Staatsoberhaupt der Republik, sodann bis zum 11. Mai 1948 amtierender Staatspräsident auf Grund der I. Übergangsbestimmung der italienischen Verfassung. Von 1951 bis 1952 war De Nicola als Senator auf Lebenszeit Präsident des italienischen Senats. Vom 25. Dezember 1955 bis zum 26. März 1957 war er Mitglied des italienischen Verfassungsgerichts, der Corte costituzionale, ab 23. Januar 1956 als dessen erster Präsident.
Obwohl er niemals Ministerpräsident oder Minister war, ist er die bisher einzige Person, die vier der wichtigsten Ämter im italienischen Staat (d. h. die Staatspräsidentschaft, das Amt des Präsidenten der beiden Kammern und den Vorsitz des Verfassungsgerichtshofs) innehatte. De Nicola ist zudem der bisher einzige Präsident Italiens, der nicht in der Hauptstadt Rom starb.